# Bozi Boziana
Bozi Boziana, pseudonimo di Mbenzu Ngamboni Boskill (Kinshasa, 28 settembre 1951), è un cantante e chitarrista della Repubblica Democratica del Congo.
Ha militato in numerose formazioni storiche di musica soukous ("rumba africana"), inclusi Bamboula de Papa Noel, Minzoto Sangela, Zaïko Langa Langa, Isifi Lokole, Yoka Lokole, Langa Langa Stars e Choc Stars, e ha fondato un proprio gruppo, l'Orchestre Anti-Choc, considerato fra i più significativi del genere.

## Biografia

### Ascesa al successo
Formatosi musicalmente nel gruppo afro-pop degli Air Marine, Bozi Boziana giunse alla celebrità nel 1974, entrando a far parte degli Zaïko Langa Langa, che all'epoca dominava la scena del soukous congolese e in cui militavano stelle come Papa Wemba ed Evoloko Jocker. Meno di un anno dopo il suo ingresso nel gruppo, Boziana abbandonò per seguire Papa Wemba ed Evoloko in un nuovo gruppo, gli Isifi Lokole; gli Isifi conobbero una serie di dispute interne fra i diversi leader, che sfociarono nella fuoriuscita di Papa Wemba, Boziana, Mavuela Somo e altri, che fondarono gli Yoka Lokole. Questa formazione ebbe un periodo di buon successo intorno all'estate del 1976, per subire una nuova scissione alla fine dello stesso anno, con la defezione di Papa Wemba. Il successo del nuovo gruppo di Papa Wemba, Viva La Musica, e forse anche le polemiche fra Wemba e i leader degli Yoka Lokole (soprattutto Mavuela) portarono a un calo di popolarità di quest'ultima formazione, da cui Boziana decise di uscire nel febbraio del 1977. Per qualche tempo lavorò in una nzong-zing (una collaborazione musicale non legata a un'orchestra) insieme a Efonge Gina degli Zaiko Langa Langa; i due incisero insieme alcuni successi (Selemani di Boziana e Libanko Ya Ngai di Gina). Nel giugno del 1977, quando Gina decise di abbandonare gli Zaiko per fondare un proprio gruppo (i Tout-Grand Libanko), Boziana prese il suo posto negli Zaiko Langa Langa.
Nel 1981, fu convinto dal produttore Verckys Kiamuangana ad abbandonare nuovamente gli Zaiko Langa Langa per entrare nei Langa Langa Stars, una nuova formazione in cui si erano riunite numerose stelle del soukous (incluso lo stesso Evoloko, Dindo Yogo e altri). I Langa Langa Stars si sciolsero dopo pochi anni di attività, e Boziana entrò in un altro gruppo congolese storico, gli Choc Stars di Ben Nyamabo, in cui rimase fino al novembre del 1985. In questo gruppo Boziana incise alcuni dei suoi brani più celebri, come Sandu Kotti, Alena, Mbuta-Mutu, e Retrouvailles a Paris.

### L'Orchestre Anti-Choc
A questo punto della sua carriera, Boziana era diventato una celebrità, e decise di creare un proprio gruppo, denominato "Orchestre Anti-Choc" (o semplicemente "Anti-Choc"). Il nome "Anti-Choc" fu scelto allo scopo di evidenziare l'appartenenza di Boziana alla tradizione degli Zaiko Langa Langa (che si facevano chiamare "Tout-Choc Anti-Choc Zaiko Langa Langa") e la rottura con le Choc Stars. Nel gruppo hanno militato, tra gli altri, Fifi Mofude, Djo Nolo, Koffi Alibaba, Wally Ngonda, Rigo Star, Ngouma Lokito e le cantanti Deesse Mukangi (lanciata nel 1988), Marthe Lamugenia, Ngimbi Yespe e Maoussi Solange. Il primo chitarrista del gruppo, Dodoly, proveniva dall'Orchestre Stukas di Lita Bembo; era noto come "la macchina da cucire" per la velocità con cui le sue dita correvano sulla tastiera della chitarra. Anche dopo il suo abbandono, i successivi chitarristi dell'Orchestre Anti-Choc continuarono a imitarne lo stile, che rimane un tratto distintivo degli arrangiamenti del gruppo.

### Ultimi lavori
Alternando album e concerti con l'Orchestre Anti-Choc ad altri pubblicati a proprio nome, Boziana è rimasto dagli anni ottanta in avanti fra i musicisti di spicco del soukous. Nel 1998, il suo album Bana Saint-Gabriel (inciso con la partecipazione di altre ex-Zaiko Langa Langa, come Evoloko Jocker) ha vinto il premio Kora come miglior album dell'Africa centrale.

## Discografia parziale
Quella che segue è un elenco incompleto degli album incisi da Bozi Boziana come solista o con gli Anti-Choc:

### Con Zaiko Langa Langa
- Diana ya mama - raccolta di incisioni di Boziana con gli Zaiko Langa Langa
- Bilombe Bakutani
- La guerre des stars
- Zaiko Langa Langa

### Con Choc Stars
- Le belle epoque

### Con Anti-Choc
- La Reine de Sabah
- Doukoure
- Ba Bokilo
- Zongela Ngai
- Concert a la Mutualite de Paris
- Dansez Nza Wissa
- L'avenir
- 7eme anniversaire (1993)
- Coup monté (1994)
- Mbanzi ya Gamundele (1996)
- Les refoulés de Schengen (1997)
- Père Noël confiance (1997)
- Bana Saint-Gabriel (1998)
- Ba mere ya circuit (Sonodisc, 1999)
- Jeu Muke

### Solisti
- Ma raison d'etre (1994)
- Mama na bana (Sonodisc, 1994)
- Les yeux dans les yeux (Sonodisc 1995)
- L'as des As (1997)
- Position Eyebani (1999)
- Héeros ya Congo (Sonima, 2002)
- Ekeko (Sonima, 2005)
- Film Ebaluki